# Andranik Ozanján

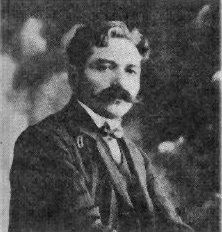
Andranik Torosz Ozanján 1923-ban

Andranik Torosz Ozanján, vagy Zoravar Andranik, (örményül: Անդրանիկ Թորոս Օզանյան vagy Զորավար Անդրանիկ) (1865. február 25. – 1927. augusztus 31.) örmény tábornok és szabadságharcos, akit az örmények nemzeti hősként tisztelnek.

## Fiatalkora
Şebinkarahisarban született, Giresun tartományban, közel Erzurumhoz. Fiatalkorában csatlakozott az örmény szabadságharcosokhoz, akik az Oszmán Birodalomtól való elszakadásért küzdöttek. Tagja lett az Örmény Forradalmi Szövetség pártnak is.

## Balkáni háborúk
Andranik részt vett a balkáni háborúkban, 1912 és 1913 között, a bolgárok oldalán harcolt Garegin Dzseh parancsnok örmény különítményében. A törökök letartoztatták és börtönbe zárták Isztambulban, itt ismerkedett meg más örmény nacionalistákkal.

## Első világháború
Az első világháborúban az oroszok oldalán harcolt az Oszmán Birodalom ellen, örmény szabadcsapatokat szervezett. Számos csatában részt vett (pl.:Van-tó melletti csata), bátran harcolt és stratégiai felkészültsége hírnevet szerzett neki. Megszervezte az örmények kimenekítését Kelet-Örményországba az Oszmán Birodalomból az örmény népirtás miatt.

### Azerbajdzsáni Demokratikus Köztársaság
Az Örmény Demokratikus Köztársaság megalapítása után sereget szervezett és a törökök ellen vonult. A Batumi-békeszerződést nem ismerte el, nem fogadta el az abban megállapított örmény-török határokat. A hegyekbe vonult csapataival és Azerbajdzsáni Demokratikus Köztársaságban küzdött tovább az azeriekkel együtt az oszmánokkal szemben.

## Az első világháború után
1919 után nem akart részt venni az örmény politikai életben, az Örmény Demokratikus Köztársaság bukása után pedig az Amerikai Egyesült Államokba emigrált, és Kalifornia államban, Fresnóban halt meg 1927-ben. Hamvait 1928-ban Párizsba szállították, majd 1999-ben tértek vissza Örményországba. Franciaországban és Örményországban is számos emlékművet állítottak fel a „dicsőséges örmény nemzeti hős” tiszteletére.

## Képgaléria

Andarik Ozanján sírja
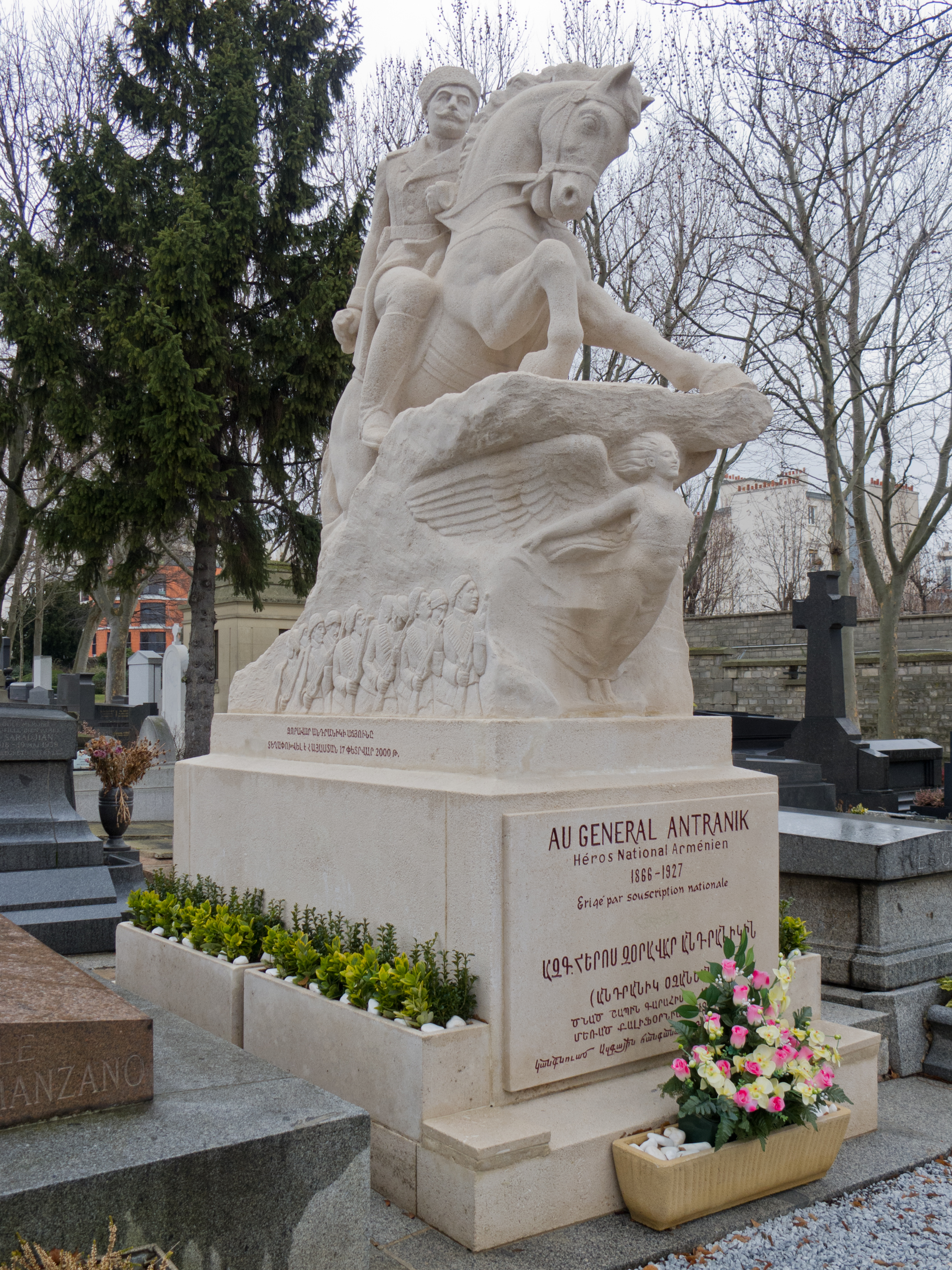
Síremléke a Père-Lachaise temetőben, ahol 2000-ig nyugodott. (2012)
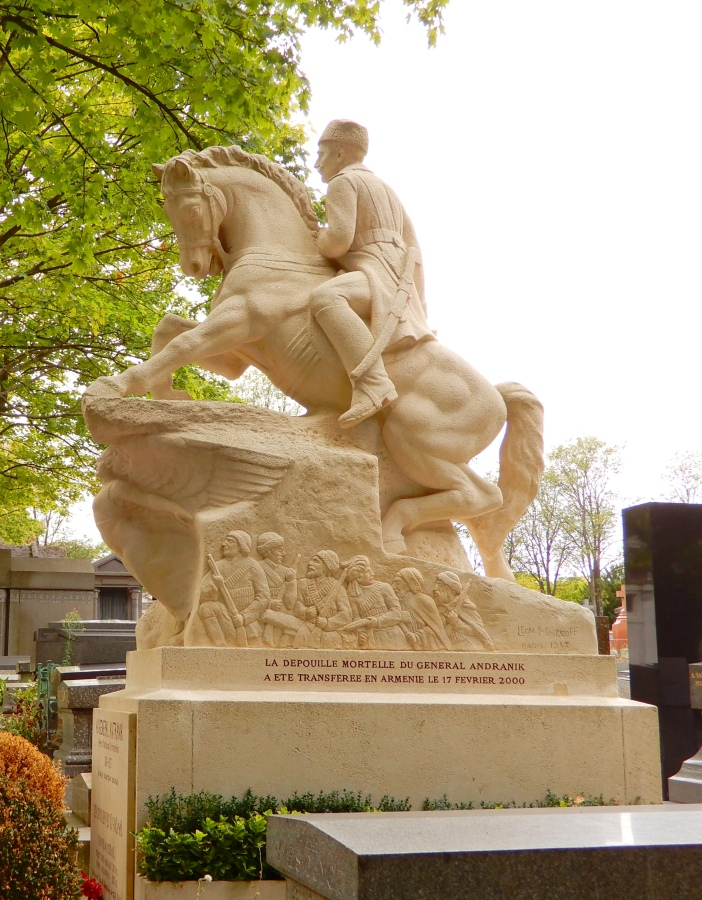
Hamvainak áthelyezéséről szóló felirat. 2000. február 17. (2017)
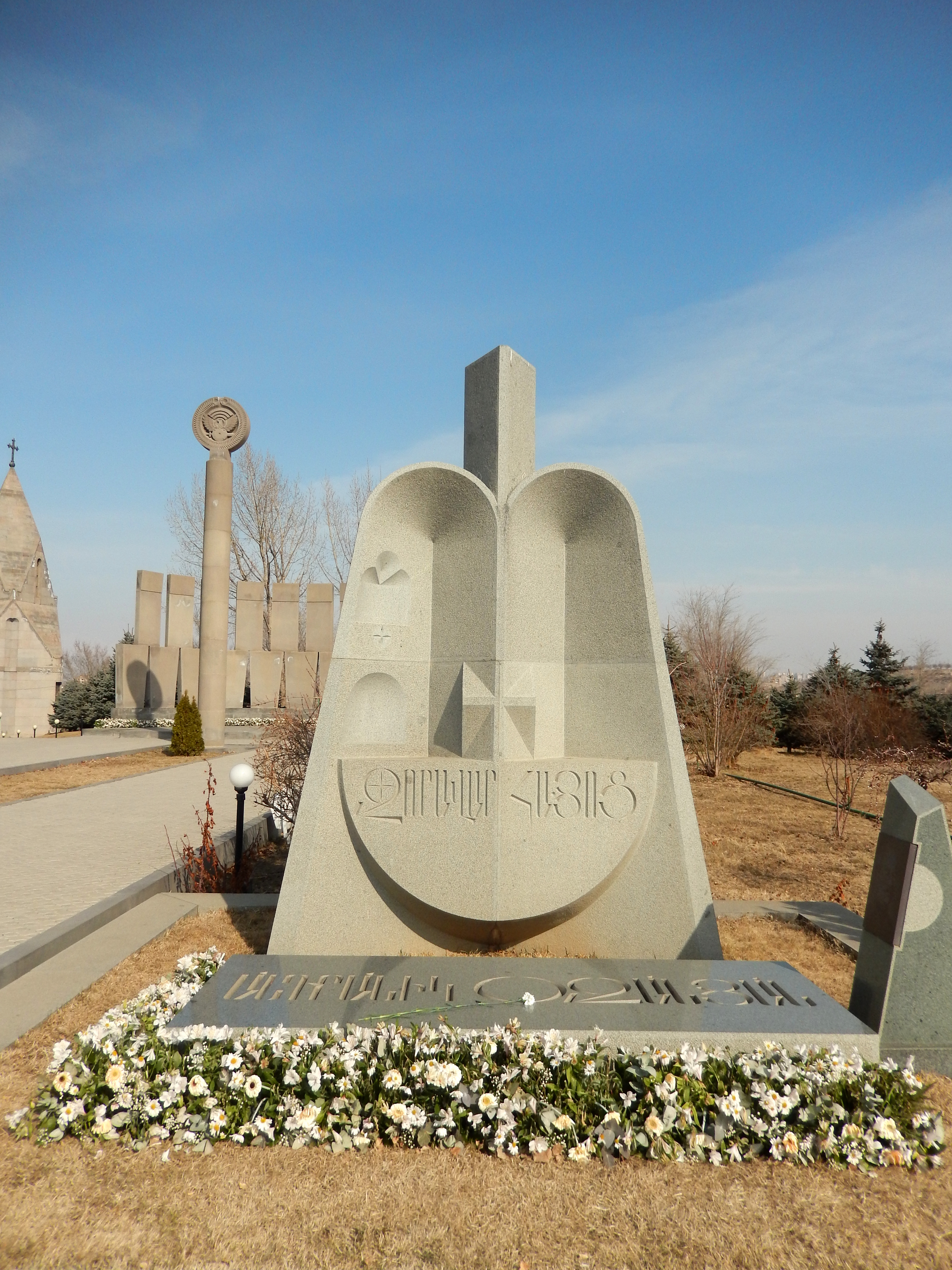
Sírja Yerablur katonai pantheonjában, ahol 2000-től hamvai nyugszanak. (2014)
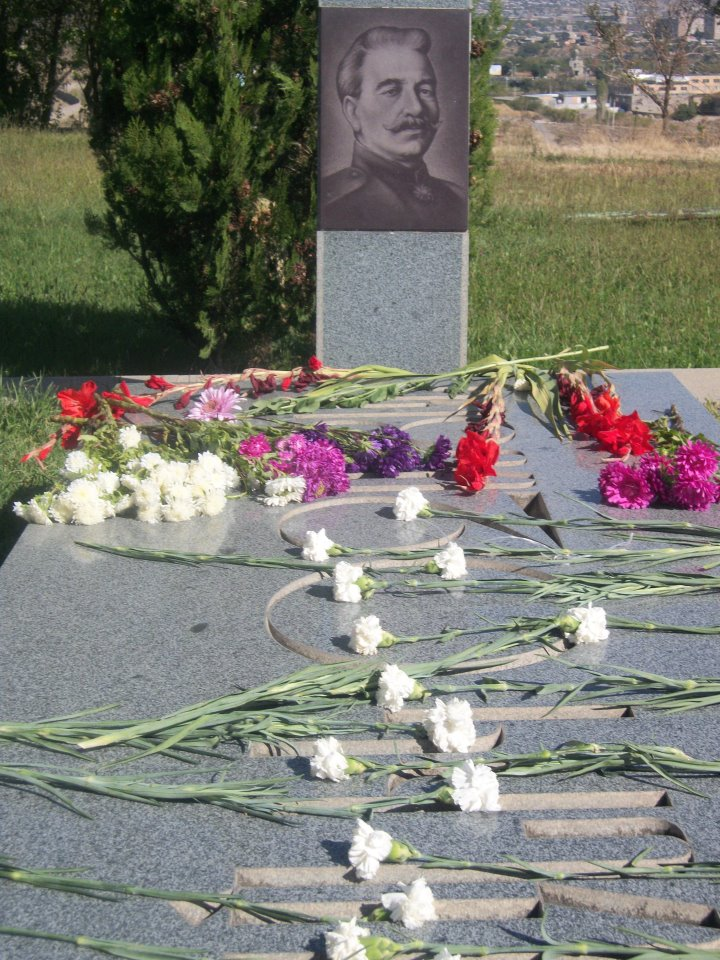
Andranik Ozanján yerabluri sírja szemből (2012)